# Ничай Аполлон Антінович
Аполлон Антінович Ничай (1 грудня 1846, с. Голешів, нині Жидачівський район, Україна — 1918) — український громадський діяч, педагог. «Батько» кооперативної справи в Західній Україні разом з Василем Нагірним (кооператив Народна торгівля). За фахом філолог.

## Життєпис
Народжений 1 грудня 1846 року в с. Голешів (нині Львівська область, Україна, тоді Жидачівський повіт, Королівство Галичини та Володимирії, Австро-Угорщина). Син греко-католицького священника о. Антіна Ничая та його дружини з роду Бобикевичів. Батько походив із заможних селян, які в XVII столітті переїхали до Галичини з Наддніпрянщини; помер, поки Аполлон пішов у школу в Залісцях поблизу Ходорова. Мати із сином і чотирма дочками переїхала до батька о. Олекси Бобикевича — о. Христофора в Дідушицях.
У Львові навчався в нижчих класах гімназії, потім у Дрогобицькій вищій гімназії, тут керував гімназичним хором, здав на матуру 1866 року. Восени 1871 року вписався на Львівський університет. У 1871—1878 роках вчителював у цісарсько-королівській гімназії у Станиславові, диригував тут учнівським хором. Як учитель, належав до управи філії Товариства імені Михаїла Качковського, де розвинув жваву діяльність. У липні 1877 року на загальних зборах філія ухвалила відкрити крамницю. Про розвиток тієї крамниці написав статтю в двотижневику «Господар і Промишленник» у 1879 та 1880 роках з метою заохотити людей до заснування крамниць по інших містах. Через неможливість відкриття крамниці від свого імені, бо примістили крамницю в бурсі Товариства святого Миколая в Станиславові, що тоді відкрилася. Їздив, мандрував по селах, збирав гроші для купівлі скромного будинку. Мав у Станиславові малу господарку, робив досліди з насінням, розводив кращі сорти городини, робив спроби з бельгійськими кріликами, що давало йому матеріал до статей у «Г. і П.»
1882 року його арештували у справі Ольги Грабар.
Для ефективної протидії іноземному капіталу та місцевим лихварям (переважно з числа євреїв) разом з Василем Нагірним (працювали у повній гармонії до кінця життя) створили у Львові перший кооператив — «Народна торгівля» — у 1883 році, був його директором. Пізніше виникло чимало філій цього кооперативу, через 15 років — цілі кооперативні спілки. У будинку на вул. Вірменській, 2 у Львові приміщено крамницю «Народної Торгівлі», в якій сам торгував. У вільний від урядової роботи час присвячував багато праці жіночій спілці «Труд».
Помер 1918 року, похований у Львові на Личаківському цвинтарі (поле № 5, поряд — могила Адама Коцка). У 2021 році відновлено надгробок на похованні Аполлона Ничая на Личаківському цвинтарі.